# Johann Friedrich von Krajewski
Johann Friedrich von Krajewski (* April 1742 in Westpreußen; † 6. Februar 1807 in Danzig) war ein preußischer Generalmajor und Kommandeur des Infanterieregiments „von Reinhart“.

## Leben
Krajewski wurde 1756 Gefreitenkorporal im Garnisonsregiment Nr. 2 der Preußischen Armee und nahm während des Siebenjährigen Krieges an den Schlachten bei Groß-Jägersdorf, Torgau und Freiberg sowie der Belagerung von Schweidnitz und dem Gefecht bei Wehlau teil. In der Zeit wurde er am 8. Februar 1758 Fähnrich und am 10. August 1762 Sekondeleutnant.
Nach dem Krieg wurde er am 5. Dezember 1772 Premierleutnant und Ende Februar 1773 in das Infanterieregiment „von Lengefeld“ versetzt. Krajewski avancierte Ende Oktober 1777 zum Stabskapitän. Als solcher nahm er 1778/79 am Bayerischen Erbfolgekrieg teil. Am 7. Oktober 1782 wurde er Kapitän sowie Kompaniechef und stieg als Major am 19. April 1791 zum Bataillonskommandeur auf. Während des Feldzugs in Polen 1794/95 kämpfte er in der Schlacht an der Rawka und bei der Einnahme von Warschau. Am 4. Juni 1794 erhielt er den Orden Pour le Mérite. Am 17. Januar 1796 wurde er Oberstleutnant und am 18. Juni 1798 Oberst. Am 14. Februar 1799 wurde er Kommandeur des Infanterieregiments „von Reinhart“. Kurz vor dem Vierten Koalitionskrieg erfolgte am 20. Mai 1806 mit Patent vom 27. Mai 1806 seine Beförderung zum Generalmajor. Bereits am 20. Januar 1807 erhielt er seine Demission mit einer Pension von 1000 Talern. Er starb unverheiratet am 6. Februar 1807 in Danzig.